# Richard-Lenoir (bến métro Paris)
Bản mẫu:Paris Metro/municcat
Richard-Lenoir là một bến tàu điện ngầm của hệ thống Métro Paris. Đây là bến của tuyến 5.

## Lịch sử
Bến tàu được khai trương ngày 17 tháng 12 năm 1906, trong quá trình mở rộng tuyến 5 từ bến Mazas (nay là Quai de la Rapée) đến bến Lancry (nay là Jacques Bonsergent). Nó nằm trên đại lộ Richard-Lenoir, phía nam của ngã tư với phố Pelée. Đại lộ này mang tên nhà công nghiệp François Richard (1765-1839), người đã chuyển tên thành Richard-Lenoir sau cái chết của người hợp tác làm ăn Joseph Lenoir-Dufresne.

## Sơ đồ bến tàu
| Mặt đường |

| B1 | Tầng trung chuyển |

| Sân ga tuyến 5 | Sân ga, cửa mở bên phải | Sân ga, cửa mở bên phải                       |
| Sân ga tuyến 5 | Hướng nam               | ← hướng Place d'Italie (Bréguet – Sabin)      |
| Sân ga tuyến 5 | Hướng bắc               | → hướng Bobigny – Pablo Picasso (Oberkampf) → |
| Sân ga tuyến 5 | Sân ga, cửa mở bên phải |                                               |